# العاطوس (التبغ)

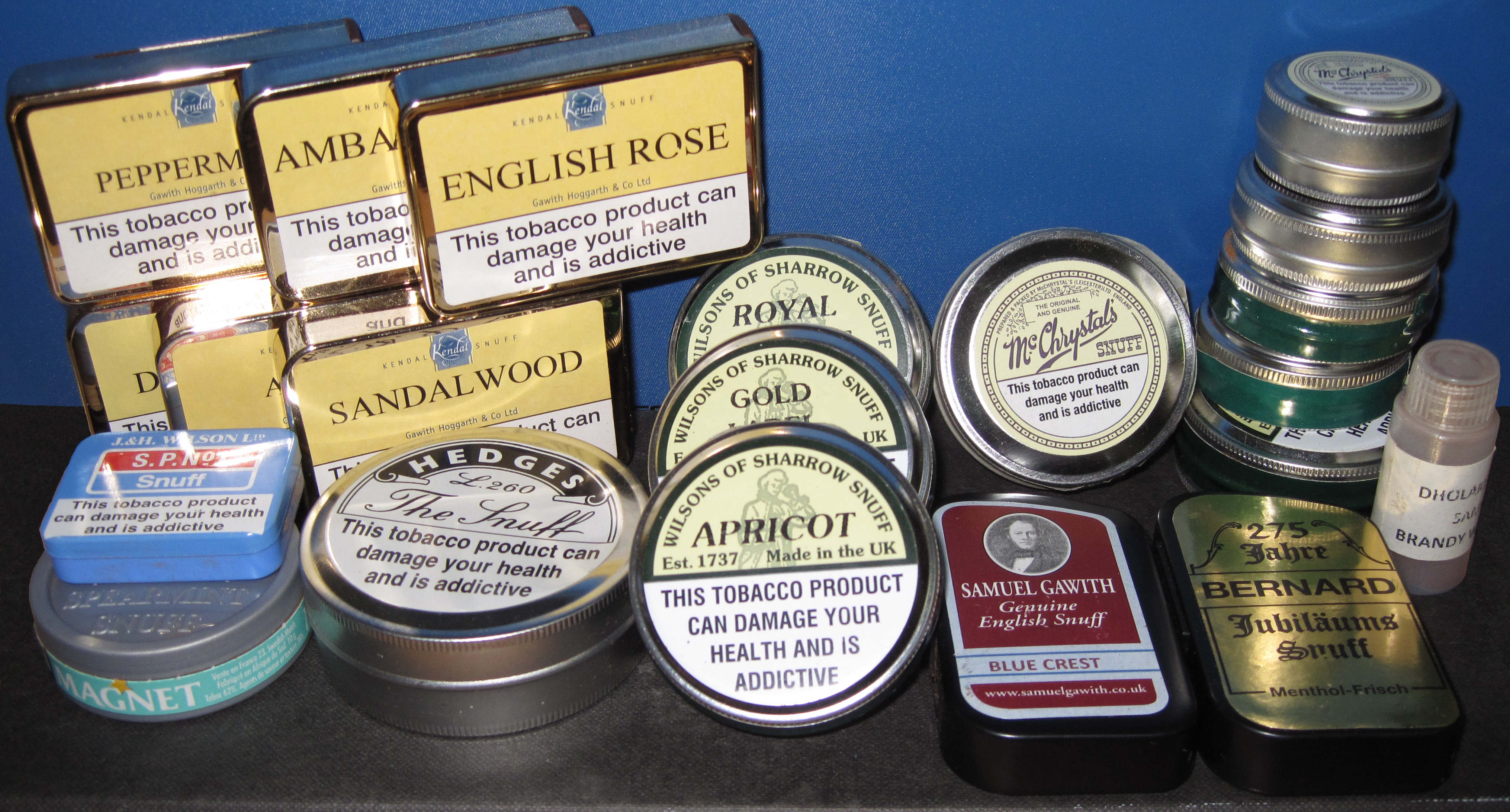
علب متنوعة من تبغ العاطوس الأنفي

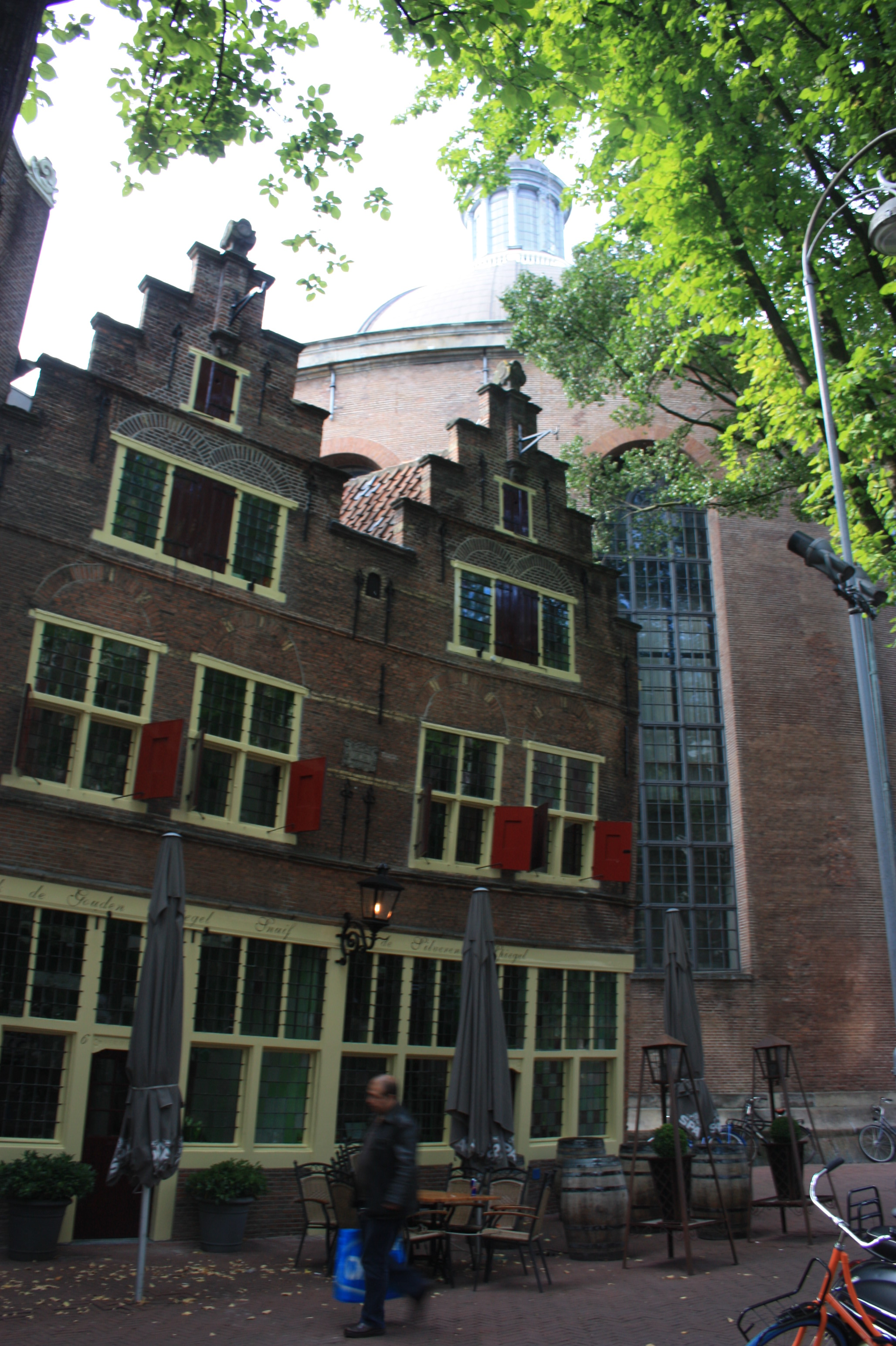
متجر العاطوس من القرن السابع عشر في أمستردام

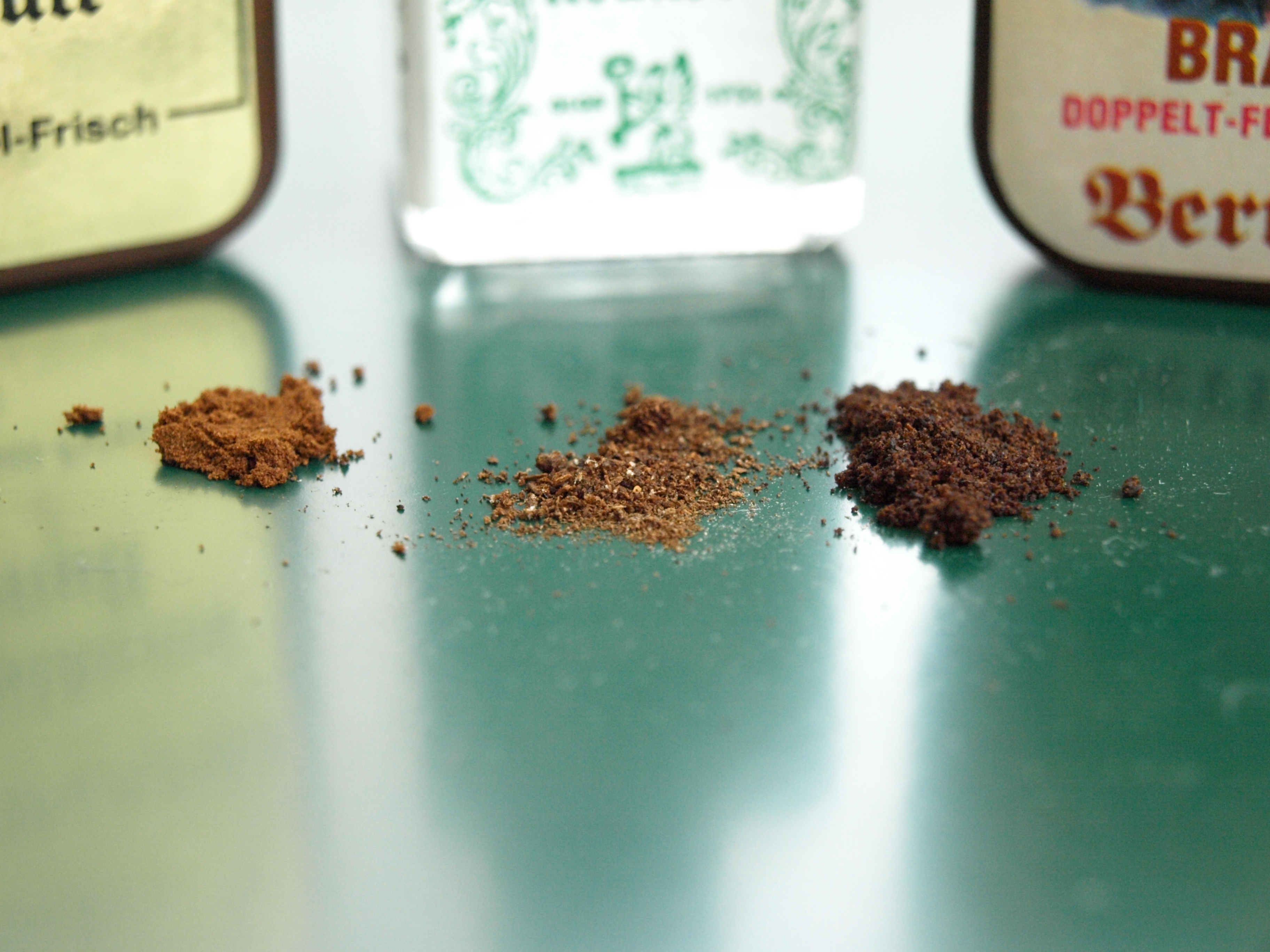
عدة أنواع و كثافات العاطوس

العاطوس هو نوع من منتجات التبغ بدون دخان، وهو مصنوع من أوراق التبغ المطحونة جيدًا أو المسحوقة. يتم استنشاقه أو "شمّه" (يُكتب أحيانًا باسم "مستنشق") في تجويف الأنف، مما يوفر ضربة سريعة من النيكوتين ورائحة منكّهة دائمة (خاصة إذا تم مزج النكهة مع التبغ). تقليديًا، يتم استنشاقه أو شمّه بخفة بعد وضع قليل من العاطوس إما على السطح الخلفي لليد ، أو تثبيته بين الإبهام والسبابة، أو تثبيته بواسطة جهاز "استنشاق" المصنوع خصيصًا لذلك.
نشأ العاطوس في الأمريكتين وكان شائع الاستخدام في أوروبا بحلول القرن السابع عشر. يتكون إنتاج العاطوس التقليدي من عملية طويلة ومتعددة الخطوات في مصانع عاطوس التبغ. تخضع أوراق التبغ المختارة أولاً لعمليات معالجة أو تخمير خاصة للتبغ، حيث ستوفر لاحقًا الخصائص والنكهة الفردية لكل نوع من أنواع مزيج العاطوس. عادة ما يكون العاطوس معطرًا أو منكهًا، حيث تتطلب العديد من خلطات العاطوس شهورًا إلى سنوات من التخزين الخاص للوصول إلى النضج المطلوب. النكهات التقليدية النموذجية هي أنواع من أوراق التبغ المخلوطة التي تعتبر "عاطوسًا ناعمًا" أصليًا دون أي إضافة روائح أو خلاصات. وسرعان ما تبع ذلك أنواع مختلفة من التوابل، والمواد اللاذعة، والفواكه، والزهور، والمنثول (وتسمى أيضًا "العلاجية")، إما نقية أو ممزوجة. عادةً ما يكون لدى كل مصنع للسعوط مجموعة متنوعة من الوصفات والخلطات الفريدة، بالإضافة إلى وصفات خاصة للعملاء الأفراد. تشمل النكهات الشائعة أيضًا القهوة والشوكولاتة والبوردو والعسل والفانيليا والكرز والبرتقال والمشمش والبرقوق والكافور والقرفة والورد والنعناع. وتشمل النكهات الحديثة البوربون والكولا والويسكي. خلطات العاطوس الألمانية الكلاسيكية التقليدية هي خلطات شمالزلر والبرازيل اللاّذعة والحادة.

## التاريخ

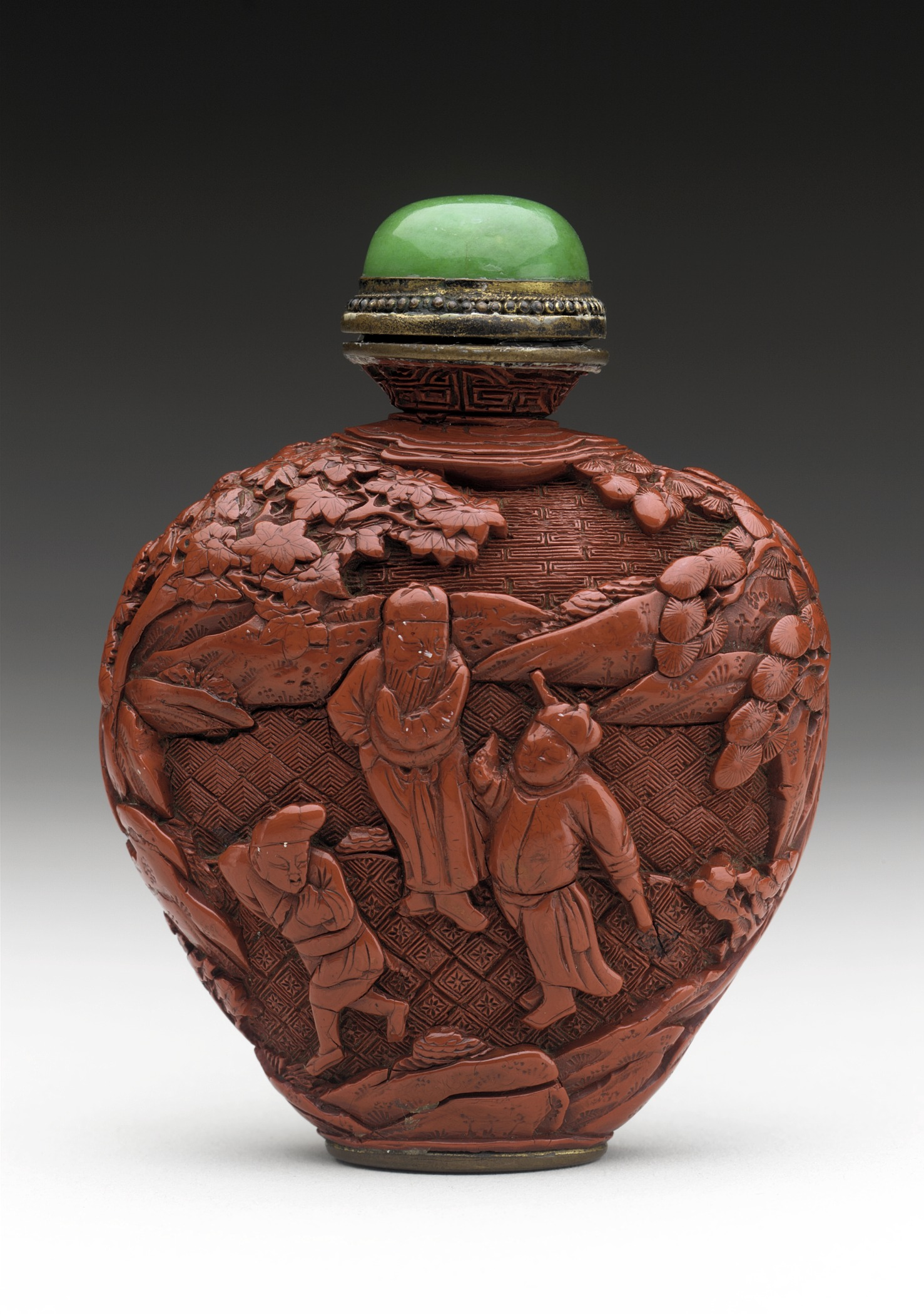
زجاجة عاطوس صينية مصنوعة من الورنيش واليشم المنحوت، كاليفورنيا. القرن ال 18

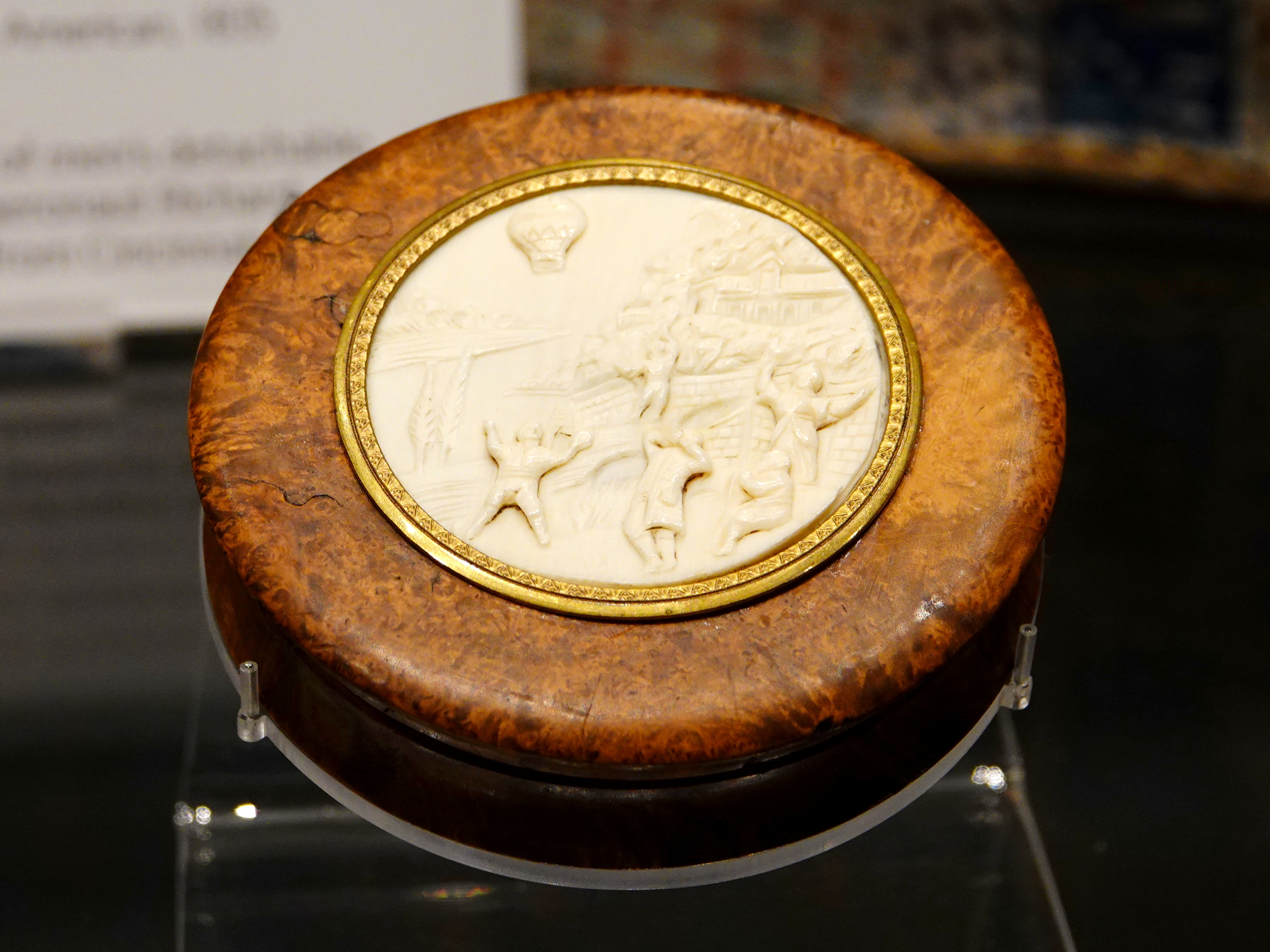
صندوق العاطوس الفرنسي من القرن الثامن عشر

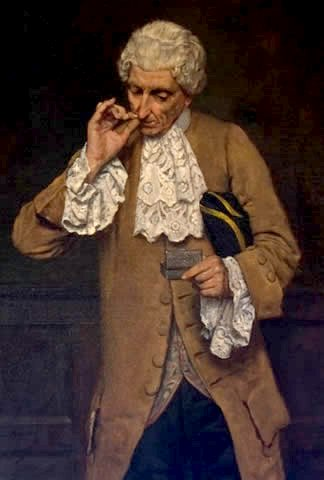
رسم لرجل يأخذ العاطوس باستخدام طريقة الإبهام والسبابة

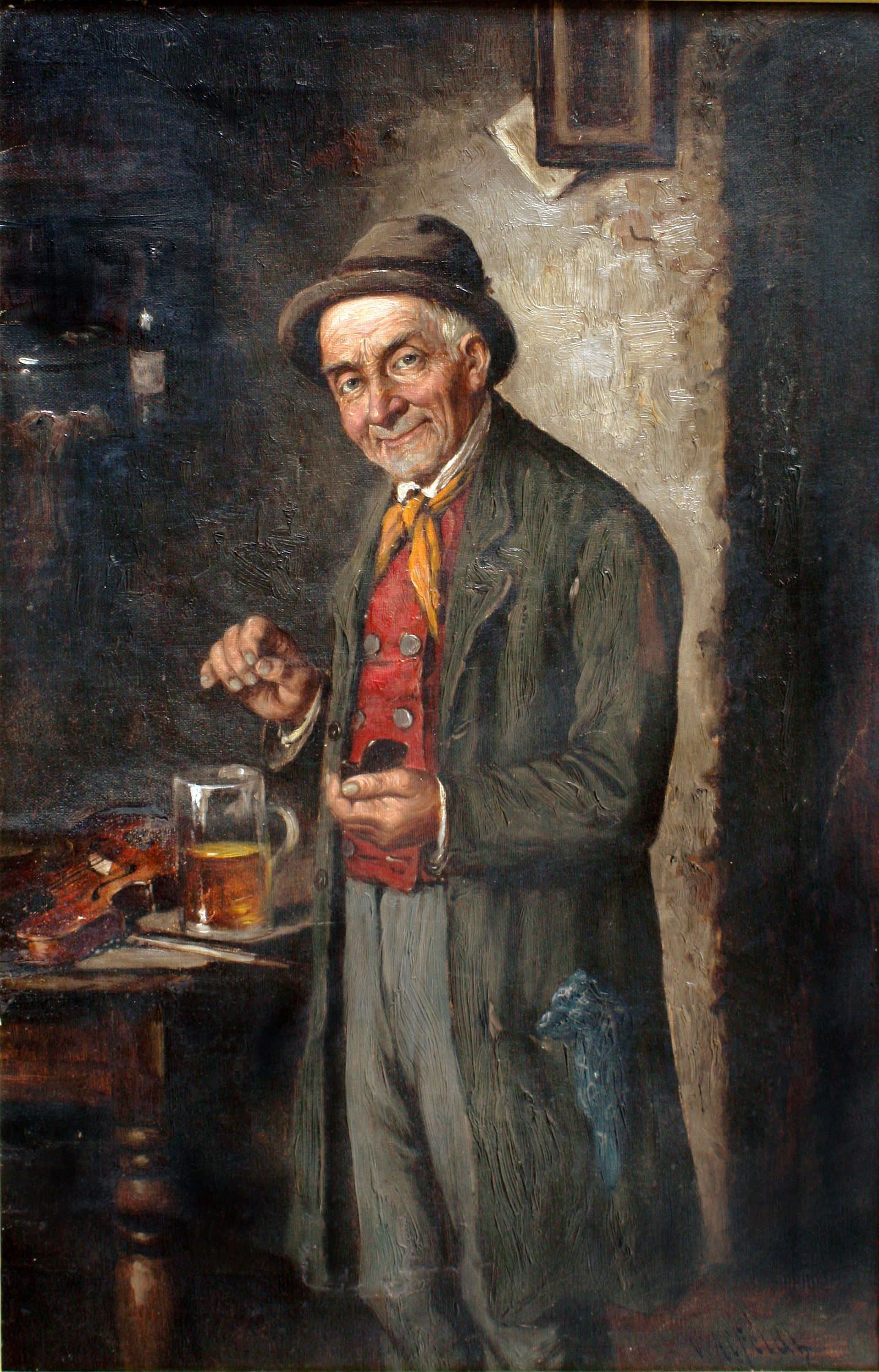
رجل يأخذ العاطوس من صندوق في لوحة من القرن التاسع عشر

كان السكان الأصليون في البرازيل أول من استخدم التبغ المطحون كنوع من العاطوس. كانوا يطحنون أوراق التبغ باستخدام هاون ومدقة مصنوعة من خشب الورد ، حيث يكتسب التبغ أيضًا رائحة الخشب الرقيقة. تم بعد ذلك تخزين العاطوس الناتج محكم الغلق في زجاجات أو زجاجات العظام المزخرفة للحفاظ على نكهته للاستهلاك لاحقًا.
وقد لاحظ الراهب الفرنسيسكاني رامون باني تناول العاطوس من قبل شعب تاينو والكاريب في جزر الأنتيل الصغرى في رحلة كولومبوس الثانية إلى العالم الجديد في عام 1493. عاد بانيه إلى إسبانيا ومعه العاطوس، وأدخله إلى أوروبا.
في أوائل القرن السادس عشر، أنشأ بيت التجارة الأسباني كاسا دي كونتراتاسيون (بيت التجارة) احتكارًا تجاريًا في الصناعات التحويلية الأولى للعاطوس، في مدينة إشبيلية ، التي أصبحت أول مركز لتصنيع وتطوير العاطوس في أوروبا. أطلق الأسبان على العاطوس اسم التراب أو الاغتصاب . في البداية كانت مصانع إنتاج مستقلة منتشرة داخل المدينة، لكن سيطرة الدولة على النشاط ركزت الإنتاج فيما بعد في موقع واحد مقابل كنيسة سان بيدرو. بحلول منتصف القرن الثامن عشر، تقرر بناء مبنى صناعي كبير وكبير خارج أسوار المدينة، وبالتالي تم بناء مصنع التبغ الملكي (ريال فابريكا دي تاباكوس )، ليصبح أول مصنع للتبغ الصناعي في أوروبا، حيث ينتج السعوط ويبيع التبغ بالمزاد العلني في الأول، وثاني أكبر مبنى في إسبانيا في ذلك الوقت.
في عام 1561، يُنسب إلى جان نيكوت ، السفير الفرنسي في لشبونة ، البرتغال، والذي وصف الخصائص الطبية للتبغ باعتبارها الدواء الشافي في كتاباته، الفضل في تقديم عاطوس التبغ المطحون إلى البلاط الملكي لكاترين دي ميديشي لعلاج الصداع المستمر الذي تعاني منه. أعجبت كاثرين كثيرًا بخصائصه العلاجية، وأعلنت على الفور أن التبغ سيُطلق عليه من الآن فصاعدًا اسم هربا ريجينا (ملكة الأعشاب). سيساعد ختم الموافقة الملكي الخاص بها على نشر العاطوس بين النبلاء الفرنسيين.
كان الهولنديون، الذين أطلقوا على مسحوق التبغ المطحون اسم "العاطوس" ( الشمّ )، يستخدمون المنتج بحلول عام 1560 بحلول أوائل القرن السابع عشر، أصبح العاطوس سلعة فاخرة باهظة الثمن. في عام 1611، شق العاطوس المُصنع تجاريًا طريقه إلى أمريكا الشمالية عن طريق جون رولف ، زوج بوكاهونتاس ، الذي قدم مجموعة إسبانية أكثر حلاوة من التبغ إلى أمريكا الشمالية. على الرغم من أن معظم المستعمرين في أمريكا لم يقبلوا أبدًا الأسلوب الإنجليزي في استخدام العاطوس إلا أن الأرستقراطيين الأمريكيين استخدموا العاطوس. ازدادت شعبية استخدام العاطوس في إنجلترا بعد الطاعون الكبير في لندن (1665-1666) حيث اعتقد الناس أن للعاطوس خصائص طبية قيمة، مما أضاف زخمًا قويًا لاستهلاكه. بحلول عام 1650، انتشر استخدام العاطوس من فرنسا إلى إنجلترا واسكتلندا وأيرلندا وفي جميع أنحاء أوروبا ، وكذلك اليابان والصين وأفريقيا .
بحلول القرن السابع عشر، ظهر بعض المعارضين البارزين لتعاطي العاطوس. حظر البابا أوربان الثامن استخدام العاطوس في الكنائس وهدد بحرمان متعاطي العاطوس كنسيًا. وفي روسيا في عام 1643، حظر القيصر مايكل بيع التبغ، وفرض عقوبة إزالة أنف أولئك الذين يستخدمون العاطوس، وأعلن أن المستخدمين الدائمين للتبغ سوف يُقتلون. على الرغم من ذلك، استمر الإستخدام في أماكن أخرى؛ كان الملك لويس الثالث عشر ملك فرنسا متدينًا، بينما حظر لويس الخامس عشر ملك فرنسا لاحقًا استخدام العاطوس في البلاط الملكي الفرنسي خلال فترة حكمه.
بحلول القرن الثامن عشر، أصبح العاطوس منتج التبغ المفضل بين النخبة. بلغ استخدام العاطوس ذروته في إنجلترا في عهد الملكة آن (1702–14). خلال هذا الوقت بدأ إنتاج إنجلترا لخلطات العاطوس الجاهزة. كان المزج محلي الصنع شائعًا. ومن بين مستخدمي العاطوس البارزين البابا بنديكتوس الثالث عشر الذي ألغى حظر التدخين الذي فرضه البابا أوربان الثامن. الملكة آن؛ زوجة الملك جورج الثالث الملكة شارلوت ، والتي يُشار إليها باسم "شارلوت سنافي"، والتي كانت لديها غرفة كاملة في قلعة وندسور مخصصة لمخزونها من العاطوس؛ والملك جورج الرابع ، الذي كان لديه خلطاته الخاصة وكان يخزن مخزونًا من العاطوس. نابليون ، اللورد نيلسون ، دوق ولينغتون ، ماري أنطوانيت ، الكسندر بوب ، صموئيل جونسون وبنيامين دزرائيلي جميعهم استخدموا العاطوس، بالإضافة إلى العديد من الأشخاص البارزين الآخرين. وقد ساعد تناول العاطوس على تمييز أفراد النخبة في المجتمع عن عامة الناس، الذين يدخنون التبغ بشكل عام.
وفي القرن الثامن عشر أيضًا، استنتج المؤلف وعالم النبات الإنجليزي جون هيل أن سرطان الأنف يمكن أن يتطور باستخدام العاطوس. وتحت ستار طبيب، أبلغ عن خمس حالات من " الزوائد اللحمية "، وتورم في فتحة الأنف الملتصقة بأعراض السرطان المفتوح. في العصر الفيكتوري في بريطانيا، ظهرت في المنشورات بعض الادعاءات المعجزة حول " زيت الثعبان " حول الفوائد الصحية أو العلاجية لبعض أنواع العاطوس. على سبيل المثال، نصحت مجلة أسبوعية في لندن تدعى السيدة القراء الذين يعانون من ضعف البصر باستخدام النوع الصحيح من العاطوس البرتغالي، "حيث عالج العديد من الأشخاص البارزين أنفسهم حتى يتمكنوا من القراءة بدون نظارات بعد استخدامها لسنوات عديدة".[بحاجة لمصدر]
اجتذبت صورة العاطوس كرفاهية أرستقراطية أول ضريبة فيدرالية أمريكية على التبغ، والتي تم فرضها في عام 1794. على الرغم من قرنين من تدخين الغليون واستخدام العاطوس ، بحلول منتصف خمسينيات القرن التاسع عشر، رفض أمريكا الشمالية الممارسات الأوروبية بشكل عام - وخاصة الممارسات البريطانية - التي تنطوي على صناديق العاطوس والإجراءات الشكلية. وبحلول أواخر القرن الثامن عشر الميلادي، أصبح تناول العاطوس عن طريق الأنف قد أصبح خارج الموضة في الولايات المتحدة. بدلاً من ذلك، يستخدم مستخدمو العاطوس الجاف غصينًا كفرشاة "لغمس" العاطوس، والذي يتضمن بعد ذلك وضع العاطوس داخل الخد. يُنظر إلى هذا على أنه مقدمة لاستخدام غمس التبغ (العاطوس الرطب) الذي لا يزال يتمتع بشعبية كبيرة حتى اليوم. بالإضافة إلى ذلك، كان مضغ التبغ عن طريق الفم أو غمس العاطوس أكثر ملاءمة للأمريكيين الذين يسافرون غربًا في عرباتهم. خلال القرن التاسع عشر وحتى منتصف الثلاثينيات من القرن العشرين، تم تركيب صندوق عاطوس مشترك لأعضاء الكونجرس الأمريكي . ويخضع العاطوس الأمريكي لنفس الملصقات التحذيرية على جميع أنواع التبغ الذي لا يدخن، مما يشير إلى احتمال الإصابة بسرطان الفم وفقدان الأسنان. وهذا يعكس حقيقة أن مستخدمي العاطوس الجاف الأمريكيين قد يستمرون في استخدام المنتج عن طريق الفم،  على عكس غالبية أوروبا، ولكن استخدام الأنف للعاطوس يمارس أيضًا من قبل بعض المستخدمين. عادة لا يكون العاطوس الجاف متاحًا بسهولة خارج الجنوب وأبالاشيا، على عكس خليفته، غمس التبغ (العاطوس الرطب)، وهو متاح في جميع أنحاء الولايات المتحدة ويتم استهلاكه على نطاق أوسع بكثير.
في مناطق معينة من أفريقيا، يزعم البعض أن العاطوس وصل إلى الأفارقة الأصليين قبل الأوروبيين البيض، على الرغم من أن التبغ ليس موطنًا أصليًا لأفريقيا. يوجد تمثيل خيالي لهذا في رواية تشينوا أتشيبي " الأشياء تتداعى "، حيث كان قرويو الإيغبو يتعاطون العاطوس بشكل منتظم قبل وقت طويل من مواجهتهم للمبشرين البريطانيين الأوائل. في بعض البلدان الأفريقية، مثل جنوب أفريقيا ونيجيريا، لا يزال العاطوس يحظى بشعبية كبيرة بين الجيل الأكبر سنا، على الرغم من أن استخدامه يتراجع ببطء، حيث أصبح تدخين السجائر هو الشكل السائد لاستخدام التبغ.[بحاجة لمصدر] . ويشمل ذلك أجزاء من جنوب إثيوبيا، حيث يمكن شراء مسحوق التبغ في العديد من الأسواق الكبيرة في جميع أنحاء منطقة أورومو.[بحاجة لمصدر]
في وقت قريب من حظر التدخين عام 2007 في إنجلترا ، استعاد العاطوس درجة ما من شعبيته.

## مُكَمِّلات

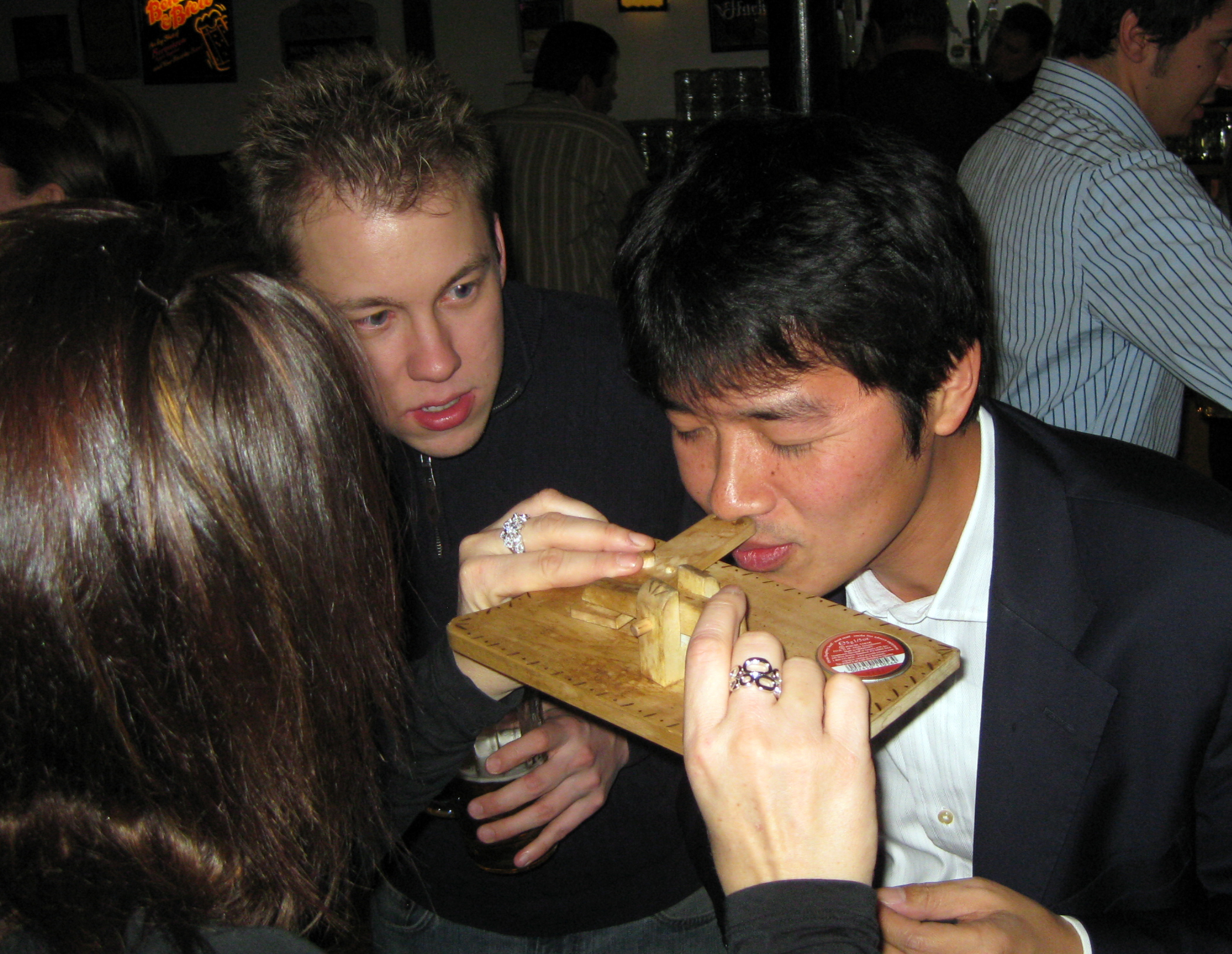
جهاز جديد مزود بنابض يستخدم لإطلاق العاطوس مباشرة في فتحتي الأنف

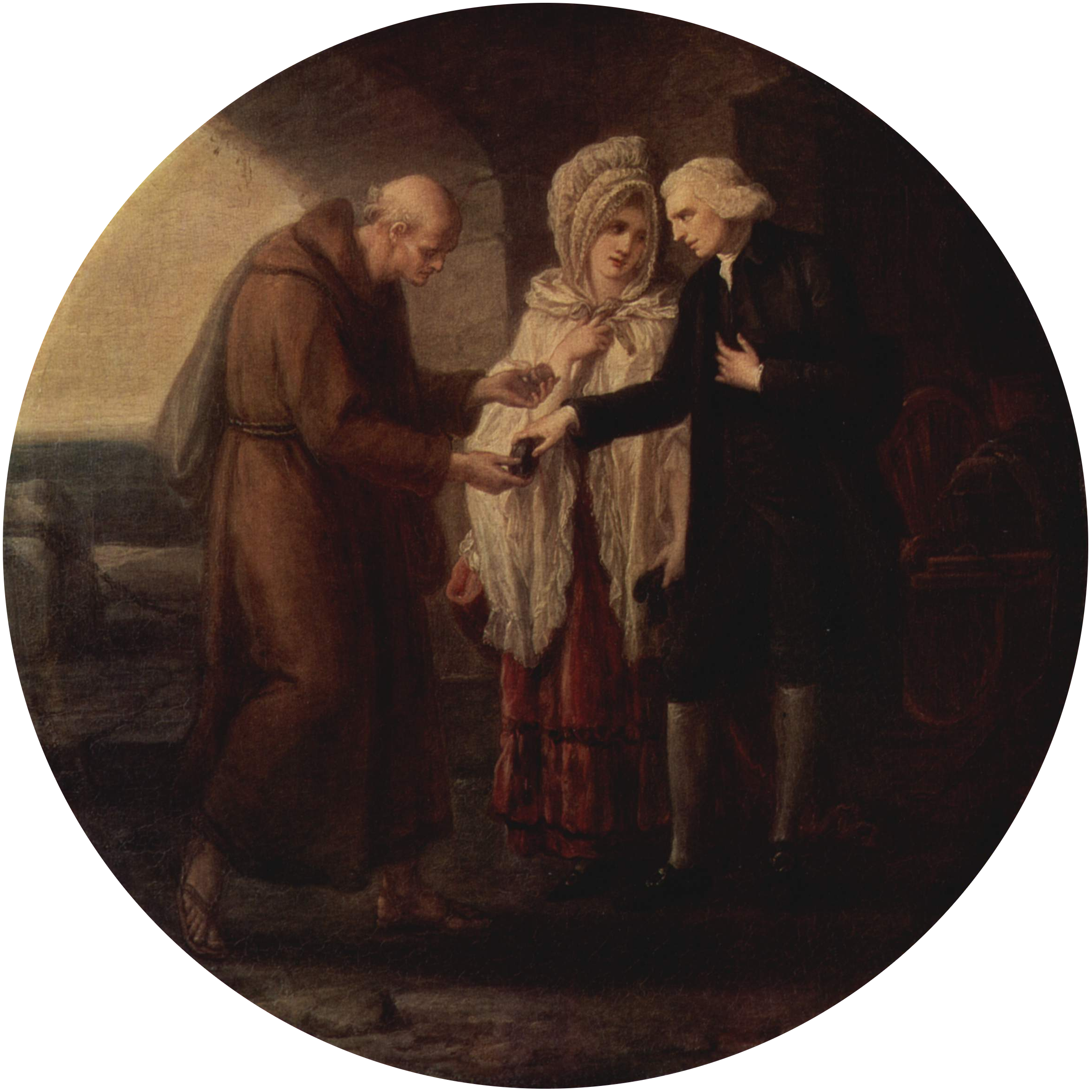
"راهب كاليه " (1780) لأنجليكا كوفمان ، يصور القس يوريك وهو يتبادل علب العاطوس مع الأب لورينزو ".. كان يحمل في يده علبة عاطوس بشكل بوق ، وقد فتحها لي. -سوف تذوق ما عندي، قلت، وأخرجت صندوقي ووضعته في يده. من رحلة عاطفية لورانس ستيرن.

عندما كان تناول العاطوس أمرًا شائعًا، كان تصنيع ملحقات العاطوس صناعة مربحة في العديد من الثقافات. في أوروبا، تراوحت صناديق العاطوس من تلك المصنوعة من مواد أساسية للغاية، مثل البوق، إلى التصاميم المزخرفة للغاية التي تتميز بمواد ثمينة مصنوعة باستخدام أحدث التقنيات. نظرًا لأن التعرض لفترات طويلة للهواء يتسبب في جفاف العاطوس وفقدان جودته، فقد تم تصميم صناديق العاطوس الجيبية لتكون حاويات محكمة الإغلاق ذات مفصلات قوية، بشكل عام مع مساحة كافية لمدة يوم واحد فقط من العاطوس. حاويات كبيرة للعاطوس، تسمى مولس (مصنوعة من مجموعة متنوعة من المواد، بما في ذلك قرون الكباش المزينة بالفضة)، عادة ما يتم الاحتفاظ بها على الطاولة.[بحاجة لمصدر]
من الملحقات التي غالبًا ما يتم حملها مع صندوق العاطوس هي ملعقة العاطوس ، وهي ملعقة صغيرة تستخدم لأخذ العاطوس، والتي تم استخدامها لتجنب تلطيخ الأصابع بالمسحوق.
يتم توفير عاطوس برائحة الأزهار يسمى "الورد الإنجليزي" لأعضاء مجلس العموم البريطاني . كانت الممارسة الحديثة هي الحفاظ على هذا التقليد على النفقة الشخصية للبواب الرئيسي بسبب حظر التدخين في المنزل منذ عام 1693. تم تدمير صندوق العاطوس الجماعي الفضي الشهير الموجود عند مدخل المنزل في غارة جوية خلال الحرب العالمية الثانية، وتم تقديم بديل لاحقًا إلى المنزل بواسطة ونستون تشرشل . يقال إن عددًا قليلًا جدًا من الأعضاء يتناولون العاطوس في الوقت الحاضر.
وفي الصين، تم استخدام زجاجات العاطوس ، وهي متوفرة عادة في شكلين، وكلاهما مصنوع من الزجاج. في أحد الأنواع، تم تزيين الزجاجات من الداخل لحماية التصميم. هناك نوع آخر يستخدم الزجاج متعدد الطبقات؛ تمت إزالة أجزاء من الطبقات لإنشاء صورة.[بحاجة لمصدر] ملحق شائع آخر هو رصاصة العاطوس ، والتي تم تصميمها لجعل استخدام العاطوس أسهل وأكثر سرية في المواقف العامة. هذه أجهزة صغيرة على شكل رصاصة يمكنك استخدامها لتخزين كمية صغيرة من السعوط لاستخدامها طوال اليوم.
يُعرف أنبوب التثبيت الذاتي باسم " كوريبي "، ويُعرف أنبوب النفخ باسم " تيبي" في التقاليد البرازيلية .

## العطس
عندما يتم استنشاقه، غالبًا ما يسبب العاطوس عطاسًا ، على الرغم من أن متعاطي العاطوس غالبًا ما ينظرون إلى هذا على أنه علامة على المبتدئين. هذا ليس من غير المألوف. ومع ذلك، فإن الميل إلى العطس يختلف باختلاف الشخص والشخص الذي يستخدم العاطوس. بشكل عام، من المرجح أن العاطوس الأكثر جفافًا قد تسبب هذا الأمر. لهذا السبب، غالبًا ما يبيع بائعو العاطوس المناديل .

## الصحة
برنامج دراسي بدأه في عام 1969 منظمة الصحة العالمية والوكالة الدولية لأبحاث السرطان (IARC)، بعنوان "دراسات الوكالة الدولية لأبحاث السرطان حول تقييم المخاطر المسببة للسرطان على البشر، المجلد 89، التبغ عديم الدخان وبعض النتروزامينات الخاصة بالتبغ". "، نُشر في عام 2007 ويمثل آراء وآراء الخبراء لمجموعة عمل الوكالة الدولية لبحوث السرطان؛ خلصت دراسة تناول العاطوس وتبغ العاطوس إلى أن "الدراسات المتعلقة باستخدام العاطوس عن طريق الأنف لم تقدم دليلاً قاطعًا على وجود علاقة بالسرطان [. . . ] توجد أدلة كافية في حيوانات التجارب على تسبب العاطوس الرطب في الإصابة بالسرطان ."  تم دعم برنامج الدراسة أيضًا من قبل المعهد الوطني للسرطان بالولايات المتحدة، والمديرية العامة للمفوضية الأوروبية (التوظيف والشؤون الاجتماعية) وحدة الصحة والسلامة والنظافة في العمل، والمعهد الوطني لعلوم الصحة البيئية بالولايات المتحدة.
وجد سابوندجييف وفيرنر (2003) أن "إساءة استخدام [استنشاق الأنف الجاف للعاطوس الجاف] المزمن يؤدي إلى تغيرات شكلية ووظيفية في الغشاء المخاطي للأنف"، ولكن على الرغم من أن عاطوس الأنف الجاف "يحتوي على العديد من المواد التي يحتمل أن تكون مسرطنة، إلا أنه لا يوجد أدلة وبائية على زيادة حالات الأورام الخبيثة المحلية لدى مستخدمي العاطوس المعتادين." 
وخلصت مراجعة منهجية حديثة للدراسات المنشورة في هذا المجال إلى أن هناك "أدلة قوية على أن التبغ عديم الدخان يؤدي إلى الإدمان".

### ضد السجائر
لا يواجه مستخدمو منتجات التبغ عديم الدخان ، بما في ذلك العاطوس، أي خطر معروف للإصابة بسرطان الرئتين، ولكن اعتمادًا على شكل منتج التبغ عديم الدخان الذي يتم استهلاكه، قد يكون لديهم مخاطر سرطان متزايدة أخرى مقارنة بالأشخاص الذين لا يستهلكون أي شكل من أشكال منتجات التبغ. حتى الآن لم يتم رفع أي دعاوى صحية ضد أي من الشركات المصنعة للعاطوس في المملكة المتحدة، واستنادًا إلى المعرفة الحالية، لا يوجد دليل يشير إلى أن العاطوس الأنفي يسبب سرطان الرئة عند استخدامه، على النحو المنشود، عن طريق الأنف. وبما أن الضرر الرئيسي للتدخين على الرئتين يأتي من الدخان نفسه، فقد تم اقتراح العاطوس كوسيلة لتقليل الضرر الناجم عن التبغ.
مقال من المجلة الطبية البريطانية عام 1981 يفحص "تناول النيكوتين من قبل مستخدمي العاطوس"  خلص إلى ما يلي:
على عكس دخان التبغ، فإن العاطوس خالي من القطران والغازات الضارة مثل أول أكسيد الكربون وأكاسيد النيتروجين. وبما أنه لا يمكن استنشاقه إلى الرئتين، فلا يوجد خطر الإصابة بسرطان الرئة والتهاب الشعب الهوائية وانتفاخ الرئة. من غير المعروف ما إذا كان النيكوتين أو أول أكسيد الكربون هو السبب الرئيسي المسؤول عن أمراض القلب التاجية الناجمة عن السجائر. إذا كان أول أكسيد الكربون، فإن التحول إلى العاطوس من شأنه أن يقلل الخطر إلى حد كبير، ولكن حتى لو لعب النيكوتين دورًا، فإن نتائجنا تظهر أن المدخول من العاطوس ليس أكبر من التدخين. وفي الختام، فإن الامتصاص السريع للنيكوتين من العاطوس يؤكد إمكانية استخدامه كبديل مقبول للتدخين. إن التحول من السجائر إلى العاطوس من شأنه أن يقلل بشكل كبير من خطر الإصابة بسرطان الرئة والتهاب الشعب الهوائية وانتفاخ الرئة وربما أمراض القلب التاجية أيضًا.

## بيع العاطوس والضرائب والمسائل القانونية

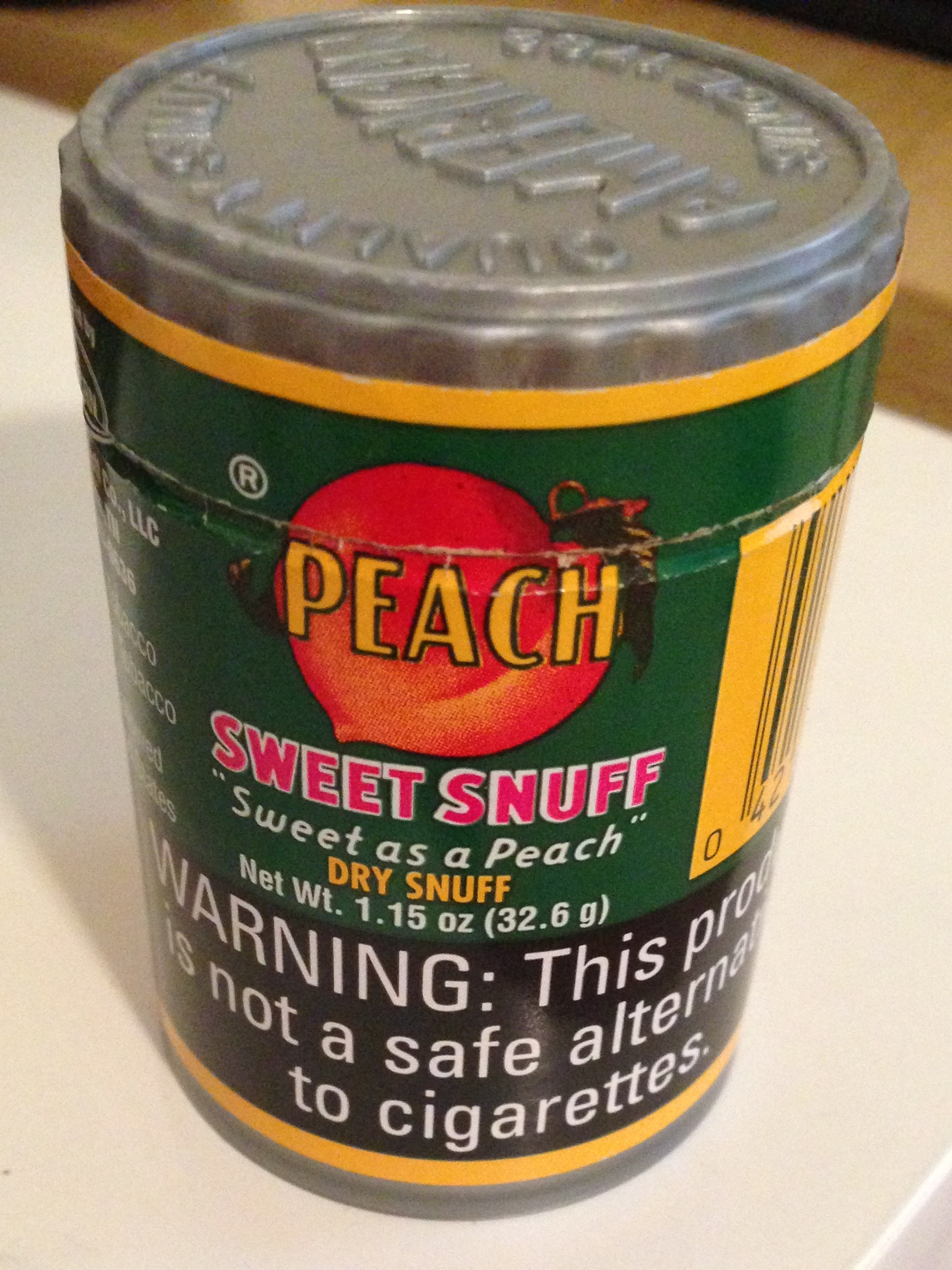
علبة من عاطوس الخوخ الجاف، مصنوعة في الولايات المتحدة

العاطوس متاح بسهولة بدون وصفة طبية في معظم متاجر التبغ الأوروبية. ويخضع لنفس القيود العمرية للبيع والشراء كما هو الحال مع منتجات التبغ الأخرى وفقًا للقوانين المحلية. في المملكة المتحدة، لا يتم فرض رسوم التبغ على التبغ "الأنفي".
في جمهورية أيرلندا، من غير القانوني تناول العاطوس في أماكن العمل والحانات.
في الولايات المتحدة، يكون العاطوس أقل توفرًا وعادةً ما يوجد فقط في متاجر التبغ المتخصصة أو عبر الإنترنت.
يُحظر بيع منتجات التبغ عديم الدخان، بما في ذلك العاطوس، في أستراليا، ولكن يجوز استيراد ما يصل إلى 1.5 كجم للاستخدام الشخصي فقط.

## أنظر أيضا
- صندوق العاطوس التشريحي
  - أدولف فريدريك، ملك السويد
  - جورج مايكل موسر
- عاطوس كريمي